# Peter Schneider (Astrophysiker)
Peter Schneider (* 15. September 1958 in Düsseldorf) ist ein deutscher Astrophysiker, Astronom und Hochschullehrer.

## Leben
Schneider studierte von 1977 bis 1983 Physik an der Heinrich-Heine-Universität Düsseldorf und der Rheinischen Friedrich-Wilhelms-Universität Bonn. 1983 schloss er sein Studium mit dem Diplom in Physik ab. Von 1983 bis 1984 war er Doktorand am Max-Planck-Institut für Astrophysik (MPA) in Garching bei München. 1984 promovierte er an der Universität Bonn bei Johannes Schmid-Burgk mit einer Arbeit zum Thema Verallgemeinerte Gravitationslinsentheorie: Grundlagen, allgemeine Resultate und kosmologische Relevanz. Von 1984 bis 2000 arbeitete Schneider als wissenschaftlicher Mitarbeiter am MPA. Von 1986 bis 1987 ging er als Gastwissenschaftler an das Joint Institute for Laboratory Astrophysics an der University of Colorado Boulder. 1992 habilitierte er sich auf dem Gebiet der Astrophysik an der Ludwig-Maximilians-Universität München (LMU). Seit 2000 ist Schneider Professor für Astrophysik an der Universität Bonn. Dort war er von 2002 bis 2005 Direktor des Instituts für Astrophysik und Extraterrestrische Forschung. Seit 2006 ist Schneider Gründungsdirektor des Argelander-Instituts für Astronomie.

## Forschungsinteressen
Schneider forscht auf den Gebieten der Astrophysik, der Gravitationslinsen, der Entstehung und der Eigenschaften von Galaxien, der Dunklen Materie und der Schwarzen Löcher. Er untersucht die Strukturbildung von Galaxienhaufen und verbindet mathematische Methoden mit astrophysikalischen Phänomenen. Er beschäftigt sich mit den verschiedenen an der Galaxienbildung beteiligten Kräften und Einflüssen, der Schwerkraft, der Fluiddynamik, der Kern-, der Atom- und der Strahlungsphysik.
Schneider ist Antragsteller, Leiter, Sprecher, Teilprojektleiter, Beteiligter und Gastgeber für mehrere von der Deutschen Forschungsgemeinschaft (DFG) und vom Bundesministerium für Bildung und Forschung (BMBF) geförderte Projekte, darunter
- seit 2020: Untersuchung der Materieumgebung von GAMA-Galaxienpaaren mittels Galaxy-Galaxy-Galaxy-Lensing und KiDS-Daten
- seit 2015: Die Korrelation zwischen der Materieverteilung und den Galaxien im Universum, Untersuchung im Rahmen des Kilo Degree Surveys (KiDS)
- 2010–2015: Statistical properties and probability densities of correlation functions
- 2005–2012: Witnesses of Cosmic History – The Coordination proposal
- 2005–2012: The key for probing galaxy evolution: relating luminous matter in galaxies to their dark environments
- 2005–2012: Co-evolution of galaxies and their dark matter environment: constraining the standard structure formation paradigm through simulation and analysis of galaxy-galaxy lensing
- 2005–2009: Probing galaxy formation at high redshift with damped Lyman alpha systems
- 2005–2011: Zeugen der kosmischen Geschichte: Bildung und Entwicklung von Galaxien, Schwarzen Löchern und ihrer Umgebung
- 2004–2009: Investigating the dark matter distribution in the Universe: Theory of higher-order cosmic shear statistics
- 2002–2005: Weitwinkel-Photometrie-Daten
- 2002–2003: Photometrische Rotverschiebung: Kosmische Scherung
- 2001–2009: Untersuchung der Verteilung Dunkler Materie in Galaxien und Haufen mittels des schwachen Gravitationslinseneffektes[8][2]

## Preise und Mitgliedschaften
1985 erhielt Schneider den Dieter-Rampacher-Preis, die Otto-Hahn-Medaille der Max-Planck-Gesellschaft und den Preis der Gesellschaft der Freunde und Förderer der Universität Bonn und 1986 den Physik-Preis der Niedersächsischen Akademie der Wissenschaften zu Göttingen.
Schneider ist seit 2003 Mitglied der Deutschen Akademie der Naturforscher Leopoldina. Außerdem ist Schneider Mitglied der Internationalen Astronomischen Union und der American Astronomical Society.

## Veröffentlichungen (Auswahl)
- Mit Jürgen Ehlers und Emilio E. Falco: Gravitational Lenses, 2011, Springer New York, ISBN 978-1-4612-7655-5
- Einführung in die Extragalaktische Astronomie und Kosmologie, 2007, Springer Spektrum, ISBN 978-3540258322
- Mit Christopher Kochanek und Joachim Wambsganss: Gravitational Lensing: Strong, Weak and Micro, 2006, Springer, ISBN 978-3540303091
- Mit Johannes Schmid-Burgk: Mutual coherence of gravitationally lensed images, 1984, Garching bei München: Inst. für Astrophysik, dnb 947567925